# Khalid Boutaïb
Khalid Boutaïb (Bagnols-sur-Cèze, 24 aprile 1987) è un calciatore francese naturalizzato marocchino, attaccante del Pau.

## Carriera

### Club
Ha sempre giocato nel campionato francese arrivando ad esordire in Ligue 1 nel 2015, vestendo la maglia del Gazélec Ajaccio.

### Nazionale
Ha esordito in nazionale nel 2016, venendo poi convocato per la Coppa d'Africa 2017.

## Statistiche

### Cronologia presenze e reti in nazionale
| Cronologia completa delle presenze e delle reti in nazionale ― Marocco | Cronologia completa delle presenze e delle reti in nazionale ― Marocco | Cronologia completa delle presenze e delle reti in nazionale ― Marocco | Cronologia completa delle presenze e delle reti in nazionale ― Marocco | Cronologia completa delle presenze e delle reti in nazionale ― Marocco | Cronologia completa delle presenze e delle reti in nazionale ― Marocco | Cronologia completa delle presenze e delle reti in nazionale ― Marocco | Cronologia completa delle presenze e delle reti in nazionale ― Marocco |
| Data                                                                   | Città                                                                  | In casa                                                                | Risultato                                                              | Ospiti                                                                 | Competizione                                                           | Reti                                                                   | Note                                                                   |
| ---------------------------------------------------------------------- | ---------------------------------------------------------------------- | ---------------------------------------------------------------------- | ---------------------------------------------------------------------- | ---------------------------------------------------------------------- | ---------------------------------------------------------------------- | ---------------------------------------------------------------------- | ---------------------------------------------------------------------- |
| 26-3-2016                                                              | Praia                                                                  | Capo Verde                                                             | 0 – 1                                                                  | Marocco                                                                | Qual. Coppa d'Africa 2017                                              | -                                                                      | 85’                                                                    |
| 27-5-2016                                                              | Tangeri                                                                | Marocco                                                                | 2 – 0                                                                  | Rep. del Congo                                                         | Amichevole                                                             | -                                                                      | 46’                                                                    |
| 3-6-2016                                                               | Radès                                                                  | Libia                                                                  | 1 – 1                                                                  | Marocco                                                                | Qual. Coppa d'Africa 2017                                              | -                                                                      | 61’                                                                    |
| 11-10-2016                                                             | Marrakech                                                              | Marocco                                                                | 4 – 0                                                                  | Canada                                                                 | Amichevole                                                             | -                                                                      | 83’                                                                    |
| 15-11-2016                                                             | Marrakech                                                              | Marocco                                                                | 2 – 1                                                                  | Togo                                                                   | Amichevole                                                             | 2                                                                      | 77’                                                                    |
| 12-11-2016                                                             | Marrakech                                                              | Marocco                                                                | 0 – 0                                                                  | Costa d'Avorio                                                         | Qual. Mondiali 2018                                                    | -                                                                      | 90+2’                                                                  |
| 9-1-2017                                                               | Al-Ayn                                                                 | Marocco                                                                | 0 – 1                                                                  | Finlandia                                                              | Amichevole                                                             | -                                                                      | 46’ 90+5’                                                              |
| 24-1-2017                                                              | Oyem                                                                   | Marocco                                                                | 1 – 0                                                                  | Costa d'Avorio                                                         | Coppa d'Africa 2017 - 1º turno                                         | -                                                                      | 90+2’                                                                  |
| 24-3-2017                                                              | Marrakech                                                              | Marocco                                                                | 2 – 0                                                                  | Burkina Faso                                                           | Amichevole                                                             | -                                                                      |                                                                        |
| 28-3-2017                                                              | Marrakech                                                              | Marocco                                                                | 1 – 0                                                                  | Tunisia                                                                | Amichevole                                                             | -                                                                      | 90+1’                                                                  |
| 31-5-2017                                                              | Marrakech                                                              | Marocco                                                                | 1 – 2                                                                  | Paesi Bassi                                                            | Amichevole                                                             | -                                                                      |                                                                        |
| 1-9-2017                                                               | Rabat                                                                  | Marocco                                                                | 6 – 0                                                                  | Mali                                                                   | Qual. Mondiali 2018                                                    | 1                                                                      | 81’                                                                    |
| 5-9-2017                                                               | Bamako                                                                 | Mali                                                                   | 0 – 0                                                                  | Marocco                                                                | Qual. Mondiali 2018                                                    | -                                                                      | 34’                                                                    |
| 7-10-2017                                                              | Casablanca                                                             | Marocco                                                                | 3 – 0                                                                  | Gabon                                                                  | Qual. Mondiali 2018                                                    | 3                                                                      | 81’                                                                    |
| 11-11-2017                                                             | Abidjan                                                                | Costa d'Avorio                                                         | 0 – 2                                                                  | Marocco                                                                | Qual. Mondiali 2018                                                    | -                                                                      | 75’                                                                    |
| 23-3-2018                                                              | Torino                                                                 | Serbia                                                                 | 1 – 2                                                                  | Marocco                                                                | Amichevole                                                             | 1                                                                      | 74’                                                                    |
| 31-5-2018                                                              | Ginevra                                                                | Marocco                                                                | 0 – 0                                                                  | Ucraina                                                                | Amichevole                                                             | -                                                                      | 46’                                                                    |
| 4-6-2018                                                               | Ginevra                                                                | Slovacchia                                                             | 1 – 2                                                                  | Marocco                                                                | Amichevole                                                             | -                                                                      | 70’                                                                    |
| 9-6-2018                                                               | Tallinn                                                                | Estonia                                                                | 1 – 3                                                                  | Marocco                                                                | Amichevole                                                             | -                                                                      | 76’                                                                    |
| 20-6-2018                                                              | Mosca                                                                  | Portogallo                                                             | 1 – 0                                                                  | Marocco                                                                | Mondiali 2018 - 1º turno                                               | -                                                                      | 69’                                                                    |
| 25-6-2018                                                              | Kaliningrad                                                            | Spagna                                                                 | 2 – 2                                                                  | Marocco                                                                | Mondiali 2018 - 1º turno                                               | 1                                                                      | 72’                                                                    |
| 13-10-2018                                                             | Casablanca                                                             | Marocco                                                                | 1 – 0                                                                  | Comore                                                                 | Qual. Coppa d'Africa 2019                                              | -                                                                      | 46’                                                                    |
| 16-10-2018                                                             | Mitsamiouli                                                            | Comore                                                                 | 2 – 2                                                                  | Marocco                                                                | Qual. Coppa d'Africa 2019                                              | 1                                                                      | 75’                                                                    |
| 16-11-2018                                                             | Casablanca                                                             | Marocco                                                                | 2 – 0                                                                  | Camerun                                                                | Qual. Coppa d'Africa 2019                                              | -                                                                      | 64’                                                                    |
| 26-3-2019                                                              | Tangeri                                                                | Marocco                                                                | 0 – 1                                                                  | Argentina                                                              | Amichevole                                                             | -                                                                      | 29’ 75’                                                                |
| 12-6-2019                                                              | Marrakech                                                              | Marocco                                                                | 0 – 1                                                                  | Gambia                                                                 | Amichevole                                                             | -                                                                      | 46’                                                                    |
| 23-6-2019                                                              | Il Cairo                                                               | Marocco                                                                | 1 – 0                                                                  | Namibia                                                                | Coppa d'Africa 2019 - 1º turno                                         | -                                                                      | 78’                                                                    |
| Totale                                                                 |                                                                        | Presenze                                                               | 27                                                                     |                                                                        | Reti                                                                   | 9                                                                      |                                                                        |

## Palmarès

### Club

#### Competizioni nazionali
- Ligue 2: 1

Strasburgo: 2016-2017

#### Competizioni internazionali
- Coppa della Confederazione CAF: 1

Zamalek: 2018-2019
- Supercoppa CAF: 1

Zamalek: 2020